# オルタレサ
オルタレサ （Hortaleza）は、スペイン、マドリード北東部の区。1949年の法令により、自治体であったオルタレサ、カニーリャスの一部がマドリードに併合され誕生した。

## 概要
バラハス、サン・ブラス、シウダー・リネアル、フエンカラル＝エル・パルドの各区、アルコベンダスと接する。以下の6つの地区で構成される。
- 16.1 - パロマス
- 16.2 - ピオベラ
- 16.3 - カニーリャス
- 16.4 - ピナール・デル・レイ
- 16.5 - アポストル・サンティアゴ
- 16.6 - バルデフエンテス

現在の区の核となったのは、マンサナーレス川とハラマ川の間で形成された稜線に位置した古いフォルタレサ村である。穀物生産とワイン製造を生業とする小さな村であったが、19世紀以降、マドリード住民の夏の別荘地となった。1950年代に2つの住宅団地が計画され、人口が増加した。